# Medio natural

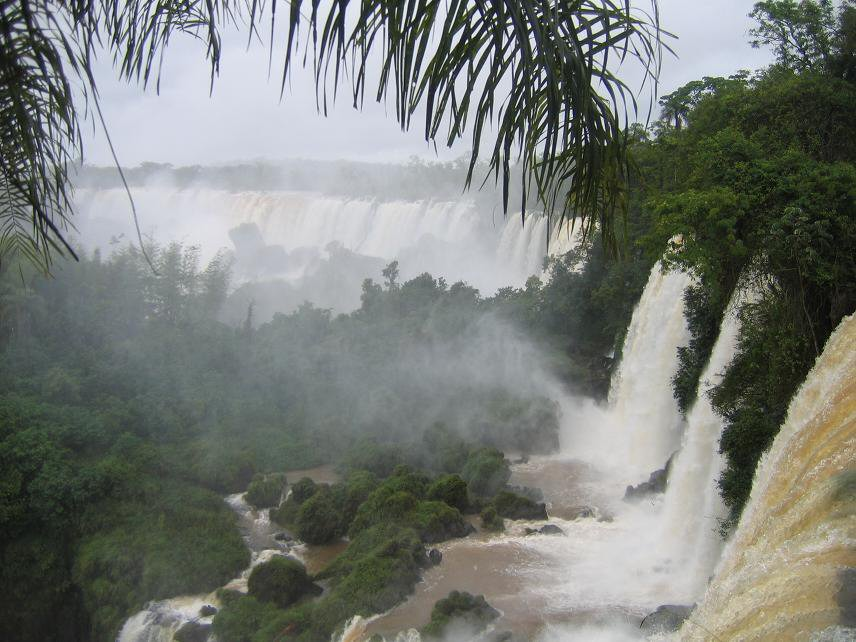
Cataratas de Iguazú, en la frontera entre Argentina y Brasil.

El medio natural comprende todos los seres vivientes y no vivientes que existen de forma natural en la Tierra. En el sentido más purista, es un ambiente o entorno que no es el resultado de la actividad o la intervención humana. El ambiente natural puede ser contrapuesto al “ambiente construido” o "ambiente artificial".

## Terminología
Para algunos, es difícil utilizar el término "ambiente natural" por cuanto los entornos próximos han estado, directa o indirectamente, influidos por la actividad humana en algún momento. A fin de solventar esta preocupación, se ha admitido la presencia de algún nivel de influencia humana sin que por ello el estado de un paisaje determinado deje de ser “natural”. El significado de la expresión, no obstante, depende frecuentemente más del contexto que de la naturaleza y los humanos. Por este motivo se ha utilizado el término ecosistema para describir un entorno que contiene naturaleza y que incluye a la gente. De ello se deriva que los problemas ambientales son problemas humanos o sociales. Algunos también consideran que es muy peligroso interpretar el “entorno” como separado de la terminología.

## Retos naturales
Normalmente se entiende que el “ambiente natural” subyace en el “medioambientalismo” – un movimiento político, sociológico y filosófico que defiende varias acciones y políticas en interés de proteger la naturaleza que permanece en el ambiente natural, o restaurar o expandir el papel de la naturaleza en ese entorno. Aunque las zonas inexploradas son cada vez más raras, la naturaleza “salvaje” (tal como los bosques no intervenidos por el hombre, las praderas incultivadas, la fauna y la flora salvaje) puede encontrarse en muchos emplazamientos previamente habitados por humanos. 
Los objetivos frecuentemente expresados por los medioambientalistas incluyen: reducción y limpieza de la polución producida por el hombre, con metas futuras de polución cero; reducción del consumo por la sociedad de combustibles no renovables, desarrollo de fuentes de energía alternativas, verdes, o renovables; conservación y uso sostenible de fuentes escasas como el agua, la tierra y el aire; protección de los ecosistemas representativos o más puros; preservación y expansión de las especies o ecosistemas amenazados o en peligro de extinción; el establecimiento de reservas naturales y de la biosfera bajo varios tipos de protección, y, en general, la protección de la biodiversidad y de los ecosistemas de los cuales depende toda la vida humana y de otras especies en la tierra.
Más recientemente, se ha producido una gran preocupación acerca de los cambios climáticos originados por la generación de origen humano de gases de efecto invernadero, especialmente de dióxido de carbono, y sus interacciones con las actividades humanas y el ambiente natural. Se han concentrado esfuerzos para la mitigación de los gases de efecto invernadero que están ocasionando los cambios climáticos (por ejemplo, la Convención Marco de las Naciones Unidas sobre el Cambio Climático y el Protocolo de Kioto), y se han desarrollado estrategias de adaptación para atender el ajuste a estos cambios climáticos a especies, ecosistemas, personas, naciones y regiones.
El medio natural también se relaciona con la arquitectura, y esto lo podemos ver cuando alguien piensa construir en algún terreno natural, primero se debe analizar el terreno, para de esta manera ver si se puede o no construir dentro de ese terreno. como en el caso de los cenotes al momento de poner escaleras rocas etc se debe que examinar antes de hacer todo.
- Datos: Q11220541